# Bruno Wollbrink
Bruno Wollbrink (* 23. April 1957 in Herford) ist ein deutscher Politiker (SPD). Er war von 2004 bis 2014 hauptamtlicher Bürgermeister der ostwestfälischen Kreisstadt Herford.

## Leben
An der Ernst-Barlach-Realschule in Herford machte Bruno Wollbrink 1974 seine Mittlere Reife. Danach arbeitete er im Justizdienst. Von 1989 bis 1991 absolvierte er eine Zusatzausbildung zum Gerichtsvollzieher. Diesen Dienst führte er von 1991 bis 1993 bei den Amtsgerichten Hamm, Tecklenburg und Bielefeld sowie seit 1993 beim Amtsgericht Herford aus, wo er seit 1999 als Obergerichtsvollzieher tätig war.
1975 trat Wollbrink in die SPD ein und wurde 1977 zum damals jüngsten Ortsvorsitzenden in Nordrhein-Westfalen. Stadtratsmitglied in Herford wurde er 1984. Von 1991 bis 2006 war er Vorsitzender des Stadtsportverbandes Herford und stellvertretender Vorsitzender des Kreissportbundes. Von 2000 bis 2002 war er Vorsitzender des SPD-Stadtverbandes und von 2001 bis 2004 SPD-Fraktionsvorsitzender im Stadtrat.
Bruno Wollbrink ist ver.di-Mitglied. Er ist verheiratet und hat einen Sohn.

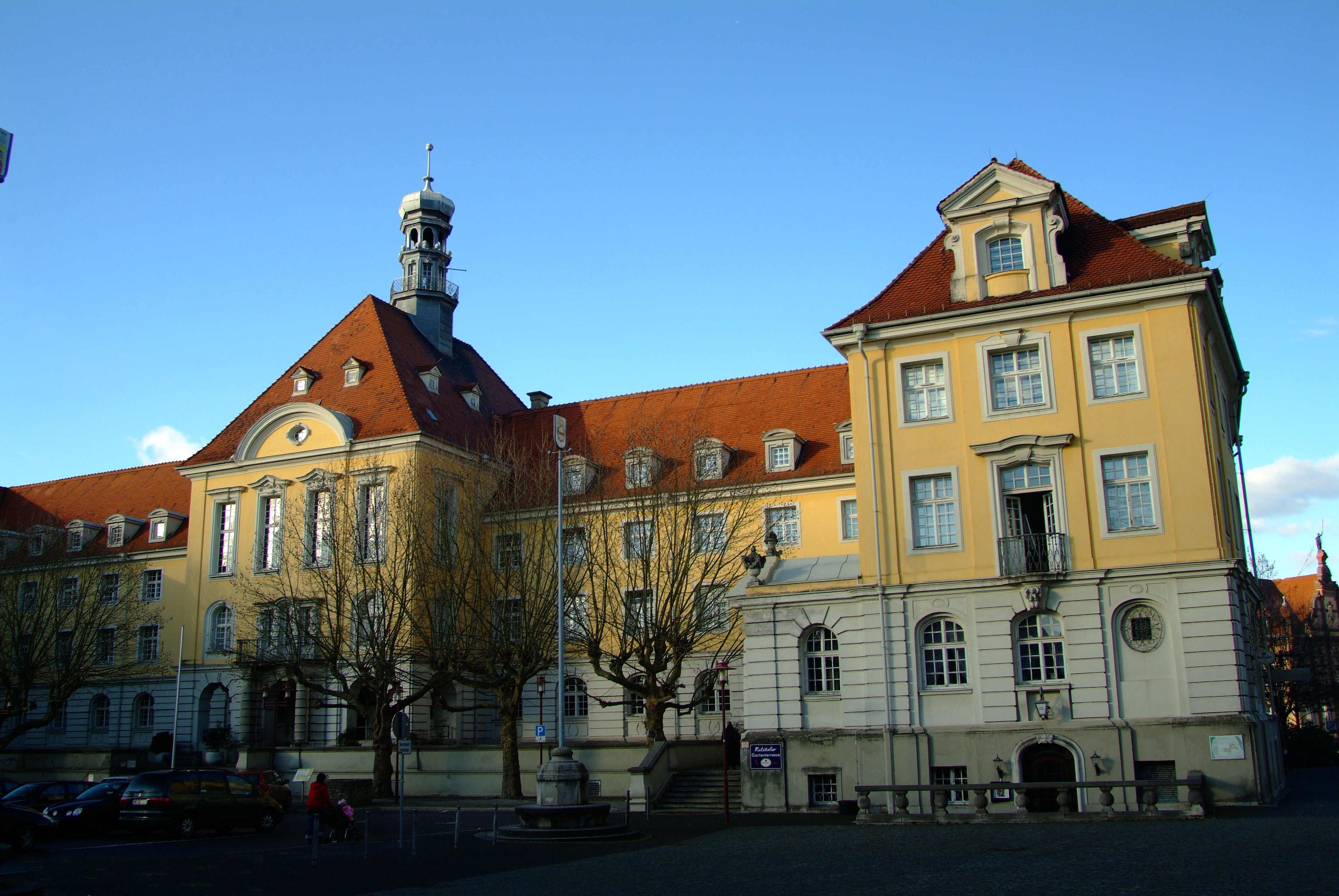
Das Herforder Rathaus 2008

## Bürgermeisteramt
Von 1994 bis 2001 war Bruno Wollbrink stellvertretender Bürgermeister in Herford. 2004 trat er als Bürgermeisterkandidat der SPD an. Im ersten Wahlgang konnte der amtierende hauptamtliche Bürgermeister Thomas Gabriel (CDU) 41,9 Prozent der gültigen Stimmen auf sich vereinen, während Bruno Wollbrink 41,8 Prozent erzielte, den zweiten Wahlgang gewann Wollbrink mit 55,0 Prozent der gültigen Stimmen. In der Bürgermeisterwahl 2009 wurde er mit 52,9 Prozent der gültigen Stimmen im ersten Wahlgang bestätigt. Zur Bürgermeisterwahl 2014 trat Bruno Wollbrink nicht mehr an. Sein Nachfolger in Herford wurde Tim Kähler (SPD).
Während seiner Amtszeit trat die Stadt Herford im Dezember 2016 den Mayors for Peace bei.
Bruno Wollbrink war seit der Gründung 2012 und bis zum Ende seiner Amtszeit als Bürgermeister Vorsitzender des Trägervereins der Nordwestdeutschen Philharmonie.